# EPIQ
EPIQ is een dancefeest tijdens de oudejaarsavond in de Ziggo Dome, georganiseerd door Q-dance. De muziekstijl die centraal staat is hardstyle. 

## Geschiedenis
Voorheen heette dit feest Qlubtempo (2003), Qrimetime (2004-2007), Qountdown (2008-2011), Freaqshow (2012-2017), WOW WOW (2018), maar de laatste keer dat dit feest werd gehouden in 2019 heette het EPIQ. Dit concept vond aanvankelijk plaats in de Heineken Music Hall maar werd verplaatst naar de Ziggo Dome. Een toevoeging aan het concept is dat er een extra thema gerelateerd aan het woord freaq (freak) aan verbonden was.

## Programmaoverzicht

### 2012[3]
| Twisted Freaks | Lost Souls                                                                                                |
| --- | --- |
| - Luna - Bass Modulators - Atmozfears - Brennan Heart - Live: Frontliner - Noisecontrollers - Alpha² - Ran-D - Crypsis - Darkraver & Deepack & The Viper - MC: Jeff - MC: Villain | - Audiofreq - E-Force & Frequencerz - Radical Redemption - Kasparov - Tommyknocker - Prankster - MC: Jeff |

### 2013[4]
| Mad Mansion | Hidden Room                                                                 |
| --- | --------------------------------------------------------------------------- |
| - Geck-o - Isaac - Bass Modulators - Stephanie - Headhunterz - Coone - Live: Audiofreq - Crypsis - Mental Theo & The Prophet - MC: Villain | - Festuca - Moridin - Thera - Amada - Noize Suppressor - DaY-már - MC: Jeff |

### 2014
| Sinners Sanctuary | Hidden Room                                                     |
| --- | --------------------------------------------------------------- |
| - Donnie Darko - Dr. Rude - Max Enforcer - Frontliner - Da Tweekaz - D-Block & S-te-Fan - Psyko Punkz - Festuca - Frequencerz - Adaro - AniMe - MC: Villain | - Phrantic - Dark Pact - Deetox - Synthax - Pandorum - MC: Axys |

### 2015
| Area 1 | Area 2                                                                              |
| --- | ----------------------------------------------------------------------------------- |
| - Audiotricz - B-Front - Bass Modulators - Cyber - Dr Phunk - Frontliner - Luna - Noisecontrollers - Radical Redemption - The Viper - Wildstylez - MC: Villain | - Advanced Dealer - Bass Chaserz - Energyzed - Geck-o - Sub Zero Project - MC: Dash |

### 2016[5]
| Area 1 | Area 2                                                                              |
| --- | ----------------------------------------------------------------------------------- |
| - ANDY SVGE - Bass Modulators - Brennan Heart - Cyber - Code Black - Deetox - Frequencerz & Warface - Rebourne - The Prophet - Zatox - MC: Villain | - Demi Kanon - Galactixx - Jason Payne - JNXD - Main Concern - Tartaros - MC: Livid |

### 2017
| Area 1 | Area 2                                                                           |
| --- | -------------------------------------------------------------------------------- |
| - Ransom - Sound Rush - Audiotricz - Brennan Heart - Zatox - Adrenalize - Live: Ran-D - B-Front - E-Force - D-Fence - MC: Villain | - Galactixx - Demi Kanon - Rät N FrikK - Keltek - MYST - Unresolved - MC: Tellem |

### 2018: WOW WOW
| Main | NEXT                                                                         |
| --- | ---------------------------------------------------------------------------- |
| - Atmozfearz - Brennan Heart - Frequencerz - Keltek - Mark with a K - Max Enforcer - Noisecontrollers & Audiotricz - Partyraiser - Phuture Noize - Ran-D - Rebelion - Rejecta - Sub Zero Project - Zaza Front - MC: Villain | - Crypton - Deathroar - Imperatorz - Neroz - Nexone - Primeshock - MC: Livid |

### 2019: EPIQ
| Area 1 |
| --- |
| - Primeshock - Demi Kanon - Sound Rush - Frequencerz - Devin Wild - Rebelion - Psyko Punkz - D-Block & S-Te-Fan vs D-Sturb - Act Of Rage - Sefa - MC: Villain |

Qlimax · HouseQlassics · Qapital · X-Qlusive · Dominator· Qlubtempo · Defqon.1 · Q-Base · In Qontrol · EPIQ · QULT · The Qontinent